# مقاطعة بيمبينا (داكوتا الشمالية)
بيمبينا (بالإنجليزية: Pembina)‏ هي إحدى مقاطعات ولاية داكوتا الشمالية في الولايات المتحدة الأمريكية.